# Tom Morahan
Tom Morahan (* 9. Juni 1906 als Thomas Hugo Morahan in London, Vereinigtes Königreich; † 10. September 1969 in London-Kensington) war ein britischer Filmarchitekt und Filmproduzent.

## Leben
Thomas Hugo Morahan begann sich bereits im Alter von sieben Jahren für die Malerei zu interessieren. Mit 16 Jahren besuchte er das Royal College of Arts, mit 17 ging er an die Londoner Academy of Painting. Anschließend arbeitete er in einem Architekturbüro. Seit 1932 als Assistent beim Film, spezialisierte sich Morahan bald auf Malerei und Bildhauerei.
1936 wechselte er als Zeichner zur Produktionsfirma Alexander Kordas und war in dieser Funktion noch im selben Jahr an dessen Rembrandt-Verfilmung beteiligt, im Jahr darauf schuf er seine ersten Bauentwürfe als Chefarchitekt. Noch vor Ausbruch des Zweiten Weltkriegs hatte Morahan einige erstklassige Dekorationen zu ausstattungsintensiven Produktionen von Erich Pommers Produktionsfirma Mayflower entworfen, mit Charles Laughton als Hauptdarsteller (Vessel of Wrath, St. Martin’s Lane, Riff-Piraten). Auch nach dem Krieg war Tom Morahan an einer Reihe von hochklassigen Filmen beteiligt. Eher enttäuschend verlief hingegen Ende der 40er Jahre die Zusammenarbeit mit Alfred Hitchcock (Der Fall Paradin, Sklavin des Herzens), für den er bereits zehn Jahre zuvor die Schmugglergeschichte Riff-Piraten ausgestattet hatte.
Morahan bewies seine Qualitäten, wenn er die Bauten zu historischen Stoffen oder prätentiösen Kostüm- und Abenteuerfilmen (Die Schatzinsel, Des Königs Admiral, Boccaccios große Liebe) zu entwerfen hatte. Bei einigen seiner späteren Arbeiten (Sie waren 13, Sie pfiff und die Kerle kuschten, China-Story, Die tollkühnen Männer in ihren fliegenden Kisten) arbeitete er mit seinem älteren Bruder, dem Filmarchitekten Jim Morahan, zusammen. Tom Morahan, der für seine Arbeit an Söhne und Liebhaber eine Oscarnominierung erhalten hatte, hat sich gelegentlich auch als Produzent versucht.

## Filmografie (Auswahl)
als Filmarchitekt, wenn nicht anders angegeben
- 1936: Dishonour Bright
- 1937: Träumende Augen (Dreaming Lips)
- 1937: The Sky’s the Limit
- 1938: Vessel of Wrath
- 1938: St. Martin’s Lane (St. Martin’s Lane)
- 1939: Riff-Piraten
- 1941: Black Sheep of Whitehall
- 1941: Ein gefährliches Unternehmen (The Foreman Went to France)
- 1941: Next of Kin
- 1942: Went the Day Well?
- 1943: Ehemann zur Ansicht (On Approval)
- 1946: Zwei Welten (Men of Two Worlds)
- 1946: While the Sun Shines
- 1947: Der Fall Paradin
- 1947: So Evil My Love
- 1948: Mr. Perrin and Mr. Traill
- 1949: Sklavin des Herzens
- 1950: Die Schatzinsel
- 1950: Des Königs Admiral
- 1953: Boccaccios große Liebe (Decameron Nights)
- 1953: The Love Lottery
- 1953: Kleiner Jockey, ganz groß (The Rainbow Jacket)
- 1954: Sie waren 13 (The Night My Number Came Up, nur Produktion)
- 1955: Der lange Arm (The Long Arm, nur Produktion)
- 1957: Herz ohne Hoffnung (Another Time, Another Place)
- 1958: Ein Händedruck des Teufels (Shake Hands With the Devil)
- 1959: Sie pfiff und die Kerle kuschten (The Challenge)
- 1960: Söhne und Liebhaber (auch Produktionsleitung)
- 1960: Circle of Deception (auch Produktion)
- 1961: China-Story (Satan Never Sleeps)
- 1963: The Third Secret
- 1964: Die tollkühnen Männer in ihren fliegenden Kisten
- 1968: Ein dreckiger Haufen